# Museer i København
Som Danmarks hovedstad rummer København nogle af de vigtigste museer og samlinger om dansk historie og kultur, men flere museer har også samlinger af stor international kvalitet og betydning. 

## Nationalmuseet
Nationalmuseet, der blev grundlagt i 1807, er det vigtigste museum i Danmark for kultur- og historieminder. Museet rummer samlinger inden for flere emneområder. Udover et væld af danske oldtidsfund med uvurderlige genstande som fx Solvognen rummer museet også en imponerende møntsamling. Der findes ligeledes en del genstande fra resten af verden, blandt andet antiksamlinger fra middelhavsområdet. Museet rummer også omfattende etnografiske samlinger. 

## Museer for kunst
Ny Carlsberg Glyptotek grundlagt af brygger Carl Jacobsen i 1882 fremviser ligeledes en bred samling af genstande fra forhistorisk tid til i dag. Museet har bl.a. en stor samling mumier, en samling af skulpturer fra antikken og et stykke fra Parthenonfrisen, der er af international kvalitet. Glyptoteket er det eneste af sin slags i Norden.
Statens Museum for Kunst er landets største kunstmuseum med store samlinger og ofte udstillinger med nyere kunst. Thorvaldsens Museum fra 1848 med Bertel Thorvaldsens mange figurer var byens første egentlige kunstmuseum. Den Hirschsprungske samling rummer mest malerier fra Guldalderen og af skagensmalerne. Den moderne kunst fremvises primært i Arken i Ishøj og Louisiana i Humlebæk nord for København.
Davids Samling er genåbnet i 2009 og rummer ud over dansk kunst og kunsthåndværk en af de ti væsentligste samlinger af islamisk kunst i den vestlige verden. Tøjhusmuseet fra 1838 beliggende i de gamle flådeudrustningshaller fra Christian 4.´s tid rummer en enorm samling af krigsmateriel fra middelalderen og frem til nyere tid.

## Naturhistoriske museer
De naturhistoriske museer er repræsenteret med Botanisk Have, Geologisk Museum og Zoologisk Museum, som fremviser hver deres gren af naturhistorien. Botanisk Have grundlagdes oprindeligt i 1600 ved Fiolstræde, men endte efter flere flytninger i 1871 ved dens nuværende placering mellem Gothersgade og Sølvgade. Der er fri adgang til de fleste arealer, men de fem palmehuse med opvarmede tropiske og subtropiske arealer skal der dog betales entre for. Geologisk museum på Øster Voldgade fremviser bjergarter, mineraler, meteoritter, og fossiler. Meteoritten Agpalilik (Manden) på 20,1 ton fundet ved Kap York i Grønland kan derudover ses i museets gård. Zoologisk Museum er et af Europas ældste. Dets samlinger strækker sig 350 år tilbage, hvor professor Ole Worm begyndte indsamlingen. Museet indsamler stadig dyr, men fokuserer mest på havdyr og insekter. Fra pattedyr indsamles hovedsagelig DNA-prøver. De tre naturhistoriske museer er planlagt samlet på en adresse ved Botanisk have i 2018 som et samlet nationalt naturhistorisk museum. Til det nye museum er bl.a. indkøbt Misty, en 17 meter lang dinosaurus. Ligeledes ønsker man bl.a. at udstille museernes unikke samling af hvalskeletter.

## Historiske museer
Af museer, der viser den nyere danmarkshistorie, kan nævnes Arbejdermuseet, som stræber efter at vise dagligdagen for de københavnske arbejdere fra 1850'erne og frem og Frihedsmuseet, som fortæller om besættelsen og modstandskampen i Danmark i årene 1940-1945. København rummer også andre mere specialiserede museer som Københavns Museum, Louis Tussaud's Wax Museum, Politihistorisk Museum, Storm P Museet og det medicinsk-historiske museum Medicinsk Museion.

## Liste over museer
- Amagermuseet
- Arbejdermuseet
- Bakkehusmuseet
- Ballerup Museum
- Bank- og Sparekassemuseet
- Botanisk Museum og Centralbibliotek
- Botanisk Have
- Kunsthal Charlottenborg
- Cirkusbyens Museum
- Cisternerne
- Dansk Arkitektur Center
- Dansk Jagt- og Skovbrugsmuseum
- Dansk Jødisk Museum
- Dansk Skolemuseum
- Davids Samling
- Den Frie Udstillingsbygning
- Den Hirschsprungske Samling
- Den Kongelige Afstøbningssamling
- Det Kongelige Bibliotek
- Det Nationale Fotomuseum
- DieselHouse
- Dragør Museum
- Frilandsmuseet
- Frihedsmuseet
- Greve Museum
- Heerup Museum
- Holbo Herreds Kulturhistoriske Centre
- Kunstforeningen GL STRAND
- Kunstindustrimuseet
- Københavns Museum
- Køge Skitsesamling
- Medicinsk Museion
- Musikmuseet
- Nationalmuseet
- NaturMedicinsk Museum
- Nikolaj Kunsthal
- Nivaagaards Malerisamling
- Nordatlantens Brygge
- Ny Carlsberg Glyptotek
- Overgaden - Institut for Samtidskunst
- Politihistorisk Museum
- Post & Tele Museum
- Revymuseet
- Rundetaarn
- Spejdermuseet Holmen
- Statens Museum for Kunst
- Statens Naturhistoriske Museum
- Storm P.-Museet
- Teatermuseet
- Thorvaldsens Museum
- ToldSkat Museum (ikke offentlig adgang siden 2012)
- Værløse Museum
- Zoologisk Museum
- Zoologisk Have